# La Maison en petits cubes
Pour plus de détails, voir Fiche technique et Distribution.
La Maison en petits cubes (つみきのいえ, Tsumiki no ie) est un court métrage d'animation japonais réalisé par Kunio Katō, sorti en 2008. Il a remporté l'Oscar du meilleur court-métrage d'animation en 2009.

## Synopsis
Dans un monde ou l'eau a tout recouvert, un homme fait tomber sa pipe dans un trou à travers son plancher. Il enfile alors une combinaison de plongée pour la retrouver et se jette à l'eau. Commence alors une plongée dans le passé du vieil homme, un retour en arrière tout en délicatesse, comme le film d'une vie entière qui se déroulerait... à l’envers.
Après le tsunami du 11 mars 2011, on a discuté du caractère prémonitoire de l'œuvre et de son inscription dans la littérature de catastrophe.

## Fiche technique
Sauf indication contraire, les informations mentionnées dans cette section peuvent être confirmées par la base de données cinématographiques IMDb,  présente dans la section « Liens externes ».
- Titre : La Maison en petits cubes
- Titre original : つみきのいえ (Tsumiki no ie)
- Réalisation : Kunio Katô
- Scénario : Kunio Katô et Kenya Hirata
- Musique : Kenji Kondô
- Direction artistique : Kunio Katô
- Département du son : Misuzu Kawaguchi et Motohiro Mochizuki
- Montage : Hiromi Ishibashi
- Animation : Oh! Production
- Production : Masanori Kusakabe et Yuko Shin
- Société de production : Robots Communications
- Sociétés de distribution : Gauguins International (Japon, DVD), Magnolia Pictures (États-Unis)
- Genre : animation, drame
- Pays :  Japon
- Langue : japonais
- Dates de sortie :
  -  France : 10 juin 2008 (festival d'Annecy)
  -  Japon : 10 août 2008 (Festival international du film d'animation d'Hiroshima), 15 juin 2014 (Himeji International Short Film Festival), 28 mars 2015 (Cinemarche), 21 août 2016 (Festival international du film d'animation d'Hiroshima), 10 octobre 2016 (Shibuyagawa Film Festival), 15 octobre 2016 (Japan Media Arts Festival)
  -  États-Unis : 20 août 2008 (Festival international du court métrage de Los Angeles (en)), avril 2009 (Festival du film de Newport Beach)
  -  Portugal : 12 septembre 2008 (Cinanima International Animated Film Festival)
  -  Suisse : 10 août 2009 (Locarno Festival)
  -  Brésil : 14 juillet 2011

## Distribution
Sauf indication contraire, les informations mentionnées dans cette section peuvent être confirmées par la base de données cinématographiques IMDb,  présente dans la section « Liens externes ».
- Masami Nagasawa : narratrice

## Prix et distinctions

### Récompenses
- 2008 : Festival international du film d'animation d'Annecy : Cristal d'Annecy (meilleur court métrage d'animation)
- 2008 : Festival international du film d'animation d'Hiroshima : Prix Hiroshima et Prix de l'Audience
- 2009 : Oscar du meilleur court-métrage d'animation

## Livre adapté
La Maison en petits cubes a été publié aux éditions Hakusensha sous la forme d'un album illustré paru au Japon en 2008. Basé sur la trame du film, le livre est une création originale de par le travail de réécriture et d'illustration fourni par les deux auteurs du film (Kunio Katô à l'illustration et Kenya Hirata au texte) qui ont pu aller encore plus loin dans leur histoire. Le livre est donc complémentaire au court-métrage.
Il est publié en version française en mars 2012 aux éditions nobi nobi !. En 2013, le livre en français a été récompensé du Prix Sorcières du meilleur album.